# Simone Guhl-Bonvin
Simone Guhl-Bonvin (* 8. April 1926 in Sitten; † 20. Juni 2013 in Martigny) war eine Schweizer Malerin und Lithografin.

## Leben und Werk
Simone Bonvin besuchte zusammen mit Simone de Quay und Germaine Luyet (1928–1971) das Collège Sainte-Marie-des-Anges in Sitten, wo sie von Schwester Marie de Saint-Paul im Zeichnen unterrichtet wurde. Später besuchte sie die Allgemeine Gewerbeschule Basel bei Gustav Stettler und anschliessend an der Ecole des Beaux-Arts in Lausanne bei Casimir Reymond (1893–1969) und Marcel Poncet (1894–1953). Am stärksten wurde ihr künstlerisches Schaffen jedoch vom Maler Jacques Villon beeinflusst. 1956 erhielt sie ein Eidgenössisches Kunststipendium, das es ihr ermöglichte, an der Académie Julian in Paris zu studieren. Wieder in Sitten teilte sie sich das Atelier mit Simone de Quay und Germaine Luyet. Ab 1950 war sie Mitglied der Sektion Wallis der Visarte.
Als Mutter der späteren Künstlerin Agnès Guhl (* 1961) und der Schauspielerin und Theaterregisseurin Geneviève Guhl (* 1964) widmete sie sich bis 1975 ihren Kindern. Danach kehrte sie vermehrt zur Malerei zurück und unternahm Reisen nach Indien, Griechenland und Ägypten. Ihre Werke stellte sie vor allem in Gruppen- und Einzelausstellungen im Kanton Wallis aus.